# Attack Attack!
Attack Attack! — электроникор-группа из Вестервилля (США). Наряду с Asking Alexandria стали популяризаторами жанра, породив целую волну групп-последователей.

## История

### Ранний этап
Группа образовалась в Вестервилле в 2005 году под названием Ambience. Некоторые ранние песни группы принадлежали христианской тематике. Однако некоторые участники не были религиозными, и поэтому их стиль нельзя было отнести к христианскому року. После того, как состав пополнился клавишником Калебом Шомо, группа изменила название на «Attack Attack!». Во время тура с Maylene and the Sons of Disaster из группы был уволен фронтмен Остин Карлайл, его заменил Ник Бархам (экс-For All We Know). В 2009 году Остин собрал группу Of Mice & Men.

### «Stick Stickly»
Песня является синглом с дебютного альбома Someday Came Suddenly. Клип на неё, снятый в 2009 году, породил юмористическое понятие «крабкор» (англ. crabcore) из-за сходства движения одного из гитаристов с крабом. Песня вызвала резонанс в музыкальном сообществе, любители тяжёлой музыки преимущественно негативно относились к песне, критикуя смешение противоположных жанров (поп и металкор). Несмотря на это, клип и песня принесли известность коллективу. Сами участники группы отнеслись с юмором к «крабкору», впоследствии его отличительные особенности копировались многими электроникор-группами.

### Современный этап
Осенью 2009 года Ник Бархам уходит из группы, место фронтмена занимает клавишник Калеб Шомо. 8 июня 2010 года состоялся официальный релиз одноименного второго альбома группы — «Attack Attack!». На песню «Smokahontas» был выпущен клип . 11 ноября 2010 года по религиозным соображениям группу покидает ритм-гитарист и вокалист Джонни Франк. В начале 2011 года группа отправилась в совпестный тур во Великобритании с такими коллективами как Bury Tomorrow, We Die Tonight, While She Sleeps, Hopes Die Last, Plagues . В июне 2011 группа сообщила, что переиздаст одноимённый альбом с новой песней «Last Breath» и восемью бонус треками: 4 новых, 2 ремикса и 2 в акустической версии (I Swear I’ll Change, Turbo Swag). Релиз состоялся 19 июля 2011 года.
В мае 2011 выходит сингл группы бывшего вокалиста Джонни Франка The March Ahead под названием I.R.T.S. 11 августа выходит EP с одноименным названием проекта. 
17 января 2012 года вышел третий альбом «This Means War», на записи Калеб Шомо исполняет как партии чистого, так и экстрим-вокала.
В начале мая Attack Attack! отменили свой тур по Южной Америке, чтобы основательно подготовиться к записи нового альбома.
В декабре 2012 года басист Джон Холгадо заявил в своём аккаунте Instagram о продаже своих бас-гитар и о своём уходе из группы. Он объяснил это сильной депрессией. А чуть позднее, фронтмен, Калеб Шомо, сообщил о том, что также покидает группу, ради своего проекта Beartooth. По словам Калеба, группа узнала о его решении несколько месяцев назад, но публично он этого не анонсировал, чтобы дать группе возможность найти ему замену.
19 декабря 2012 года группа опубликовала новый сингл «No Defeat» на котором можно услышать обновлённый состав группы. Новым вокалистом стал Фил Дрюёр, а новым бас-гитаристом — Тайлер Сапп. В марте 2013 года группа объявила о своем хедлайн-туре «Back in Action». 23 апреля 2013 года в 23:00 группа в своем аккаунте Facebook сообщила о прекращении своего творчества:
Ну все, это был тяжелый путь для Attack Attack, но я [Эндрю Вейтцель] думаю, что пришло время Уайтингу и мне выделить некоторое время, чтобы написать эту заметку.
Мы хотим прежде всего поблагодарить каждого из вас, кто приходил на выступления, покупал мерч, участвовал в битве за «крабкор», или тратил время на отправку нам отзывов в Интернете. Мы безумно благодарны за то, что имели возможность делать то, что мы сделали с АА, и мы думаем, что пришло время подвести итоги этой главы нашей жизни.
Да, это означает именно то, что вы думаете. Back in Action Tour будет последним и самым ироническим туром Attack Attack.
После шести долгих лет игры в гаражах, VFW залах, клубах, фестивалях под открытым воздухом, и всего, что было между нами… Мы решили, что пора завершить творчество АА навсегда.
Все вы прекрасные, замечательные люди, и мы хотим, чтобы вы знали, что мы высоко ценим все, что вы сделали для нас.
Нам грустно отправлять Attack Attack на отдых, но мы очень рады тому, что начинается новая глава нашей жизни.

Оставайтесь с нами!
С любовью,

Эндрю и Эндрю
Предполагалось, что после последнего тура участники группы последнего состава будут выступать под новым названием «Nativ», однако после релизов нескольких песен, группа распалась в конце того же года в результате ссоры Вейтцеля с Уайтингом. В 2014 году Вейтцель собрал новую группу Nine Shrines, Дрюер — группу The Bad Chapter. В феврале 2015 года Уайтинг анонсировал свою новую группу Drudge. В январе 2016 года выходит первый альбом нового проекта Джонни Франка Bilmuri.

### Воссоединение (2020 — наше время)
В октябре 2020-го стало известно, что группа вернулась в студию вместе с Джоуи Стёрджисом для записи нового материала. Предыдущие вокалисты группы, Калеб Шомо и Джонни Франк, сразу же заявили о том, что в воссоединении группы они не участвуют. 
7 декабря 2020-го был выпущен новый сингл «All My Life«. Вскоре после релиза сингла стал известен состав группы, в который вошли двое оригинальных участников в лице барабанщика Эндрю Вейтцеля и соло-гитариста Эндрю Уайтинга, а также новый вокалист Крис Паркетный из группы Nine Shrines и басист Джей Миллер. 
В течение 2021 года группа выпустила синглы «Kawaii Cowboys», «Brachyura Bombshel», «Fade With Me» и «Press F». 
29 октября 2021 года был выпущен мини-альбом «Long Time, No Sea», в которой вошли все последние синглы группы.
11 февраля 2023 года был выпущен сингл Dark Waves.

## Состав

### Нынешние
- Эндрю Вейтцель — ударные (2007—2013; 2020—настоящее время)
- Крис Паркетный — вокал (2020—настоящее время)
- Кэмерон Пэрри — бас-гитара (2021—настоящее время)
- Райланд Рауз — ритм-гитара, чистый вокал (2022—настоящее время)

### Бывшие участники
- Рики Лортц — бэк-вокал, ритм-гитара (2007)
- Ник Уайт — бас-гитара (2007-2008)
- Остин Карлайл — ведущий вокал (2007—2008)
- Ник Бархам — ведущий вокал (2008—2009)
- Джонни Франк — чистый вокал, ритм-гитара (2007—2010)
- Калеб Шомо — клавишные, программирование (2008—2012), ведущий вокал (2009—2012), бэк-гроул (2008—2009)
- Джон Холгадо — бас-гитара (2008—2012), бэк-вокал (2010-2012)
- Фил Дрюёр — ведущий вокал (2012—2013)
- Тайлер Сапп — бас-гитара (2012—2013)
- Джэй Миллер — бас-гитара (2020—2021)
- Эндрю Уайтинг — соло-гитара (2007—2013; 2020—2023), ритм-гитара (2010-2013; 2020-2022), клавишные (2020—2023)

## Дискография
Студийные альбомы
| Год  | Название              | Лейбл | Позиции чартов | Позиции чартов | Позиции чартов |
| Год  | Название              | Лейбл | Top 200        | US Indie       | US Heat        |
| ---- | --------------------- | ----- | -------------- | -------------- | -------------- |
| 2009 | Someday Came Suddenly | Rise  | 193            | 25             | 9              |
| 2010 | Attack Attack!        | Rise  | 26             | 1              | -              |
| 2012 | This Means War        | Rise  | 11             | 2              | -              |

Мини-альбомы
- 2008 — If Guns Are Outlawed, Can We Use Swords?
- 2021 — Long Time, No Sea
- 2023 — Dark Waves

### Синглы
| Название               | Дата Релиза      | Альбом                                   |
| ---------------------- | ---------------- | ---------------------------------------- |
| «Stick Stickly»        | Июнь 4, 2009     | Someday Came Suddenly                    |
| «Dr. Shavargo Pt. 3»   | Август 25, 2009  | Someday Came Suddenly                    |
| «The People’s Elbow»   | Сентябрь 9, 2009 | Someday Came Suddenly                    |
| «Sexual Man Chocolate» | Май 16, 2010     | Attack Attack!                           |
| «Smokahontas»          | Январь 11, 2011  | Attack Attack!                           |
| «Last Breath»          | Июнь 27, 2011    | Attack Attack! (Deluxe edition re-issue) |
| «The Motivation»       | Декабрь 15, 2011 | This Means War                           |
| «The Wretched»         | Январь 12, 2012  | This Means War                           |
| «The Revolution»       | Июль 1, 2012     | This Means War                           |
| «No Defeat»            | Декабрь 19, 2012 | Внеальбомный сингл                       |
| «All My Life»          | Декабрь 7, 2020  | Long Time, No Sea                        |
| «Kawaii Cowboys»       | Апрель 20, 2021  | Long Time, No Sea                        |
| «Brachyura Bombshell»  | Апрель 30, 2021  | Long Time, No Sea                        |
| «Fade With Me»         | Июль 16, 2021    | Long Time, No Sea                        |

## Видеография
- «Stick Stickly» (2009)
- «Dr. Shavargo Pt. 3» (2009)
- «Turbo Swag» (2010)
- «Smokahontas» (2011)
- «Last Breath» (2011)
- «Pick A Side» (2011)
- «The Wretched» (2012)
- «The Motivation» (2012)
- «The Revolution» (2012)